# Durcharbeiten
Durcharbeiten ist ein Begriff, der in der Psychoanalyse für die Integration einer Deutung verwendet wird.
Das Durcharbeiten kann vom Psychotherapeuten begleitet werden, indem er aufzeigt, wie sich infrage kommende Bedeutungen in verschiedenen Zusammenhängen wiederfinden.
Er bezeichnet eine Situation oder eine Phase in einem therapeutischen Prozess, in dem die Deutung des Psychotherapeuten auf einen Widerstand stößt. In diesem Fall muss der Patient die Deutung integrieren. Im Durcharbeiten lernt das Subjekt, also der Patient, bestimmte verdrängte Elemente des Unbewussten zu akzeptieren und sich vom Wiederholungszwang zu befreien.
Das Durcharbeiten stellt einen bedeutsamen Teil länger dauernder dynamischer Psychotherapien dar. Obwohl der psychotherapeutische Prozess scheinbar ins Stoppen geraten ist, ist das Durcharbeiten einer der Hauptfaktoren der therapeutischen Wirksamkeit.
Der von Sigmund Freud geprägte Begriff einer psychoanalytischen Technik wird 1914 auf nur zehn Seiten in dem Aufsatz Erinnern, Wiederholen und Durcharbeiten beschrieben. Wenn eine Veränderung im Leben des Patienten beabsichtigt ist, reiche das Erinnern an einen bewegenden Vorfall und dessen Wiederholung nicht aus. Freud: „Man muß dem Kranken die Zeit lassen, sich in den ihm unbekannten Widerstand zu vertiefen, ihn durchzuarbeiten, ihn zu überwinden, indem er ihm zum Trotz die Arbeit nach der analytischen Grundregel fortsetzt. Erst auf der Höhe desselben findet man dann in gemeinsamer Arbeit mit dem Analysierten die verdrängten Triebregungen auf, welche den Widerstand speisen und von deren Existenz und Mächtigkeit sich der Patient durch solches Erleben überzeugt. Der Arzt hat dabei nichts anderes zu tun, als zuzuwarten und einen Ablauf zuzulassen, der nicht vermieden, auch nicht immer beschleunigt werden kann. Hält er an dieser Einsicht fest, so wird er sich oftmals die Täuschung, gescheitert zu sein, ersparen, wo er doch die Behandlung längs der richtigen Linie fortführt. Dieses Durcharbeiten der Widerstände mag in der Praxis zu einer beschwerlichen Aufgabe für den Analysierten und zu einer Geduldprobe für den Arzt werden. Es ist aber jenes Stück der Arbeit, welches die größte verändernde Einwirkung auf den Patienten hat und das die analytische Behandlung von jeder Suggestionsbeeinflussung unterscheidet. Theoretisch kann man es dem Abreagieren der durch die Verdrängung eingeklemmten Affektbeträge gleichstellen, ohne welches die Hypnotische Behandlung einflußlos blieb.“